# Tumringen
Tumringen è una frazione (Stadtteil) della città di Lörrach, nel land del Baden-Württemberg, in Germania.

## Storia
Già comune autonomo, fu soppresso e incorporato a Lörrach il 1º ottobre 1935.